# Couleurs de Mars
Les couleurs de Mars sont des oxydes de fer synthétiques, utilisés en tant que pigments pour la confection de couleurs à peindre (aquarelle, huile, tempera, acrylique, gouache).
Ils sont en vertu de leur faible prix de fabrication et de leur qualité plus constante que celle des ocres naturelles, massivement utilisés dans l'industrie, les peintures, les revêtements industriels et dans le secteur du bâtiment.
Ils sont des variantes artificielles des terres et ocres naturelles.

## Caractéristiques

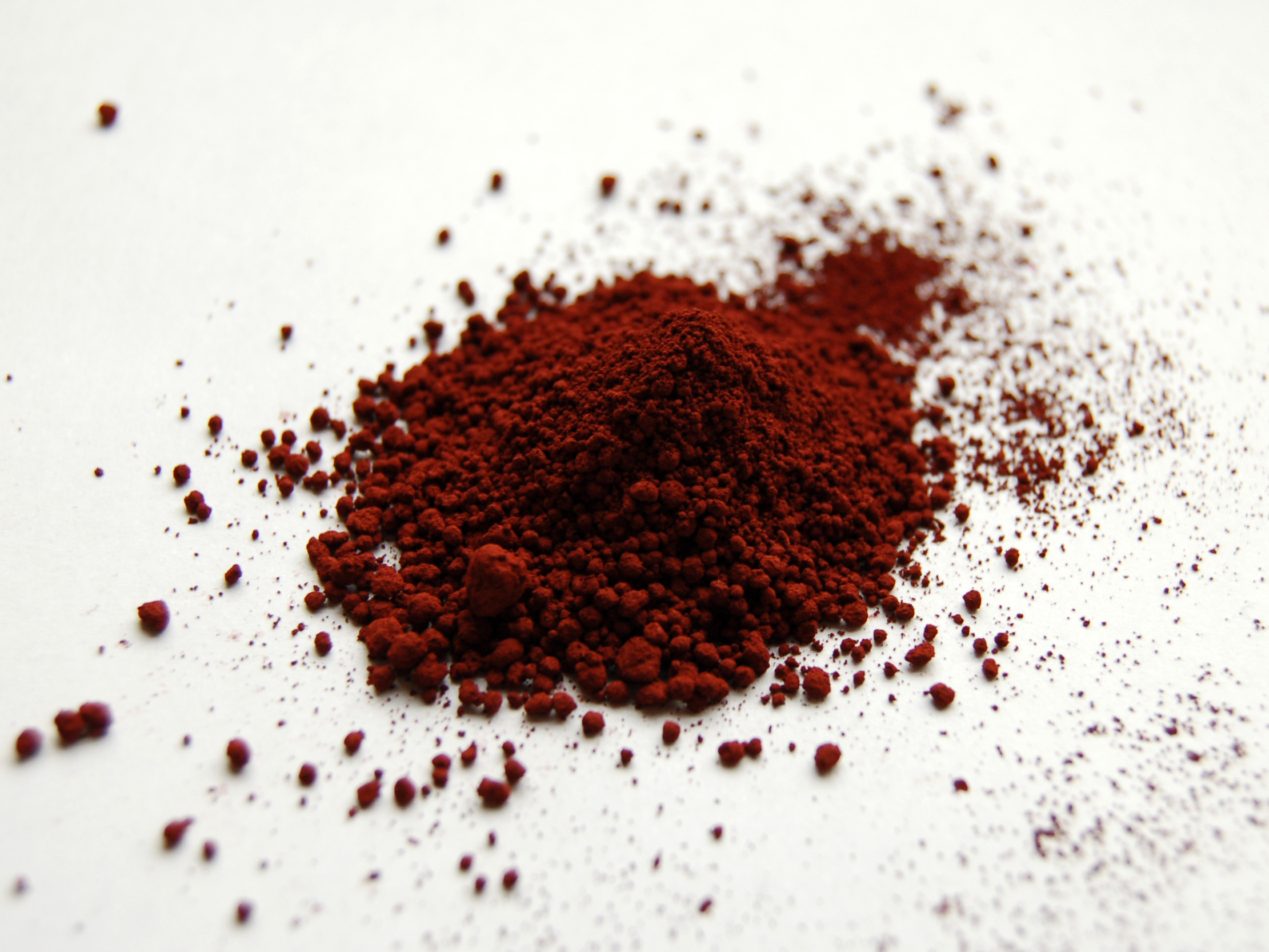
Oxyde ferrique.

Ils se déclinent en plusieurs teintes :
- jaune et orangé (PY42) : oxyde ferrique hydraté Fe2O3·H2O ;
- rouge et violet (PR101) : oxyde ferrique anhydre Fe2O3 ;
- noir (PBk11) : Tétroxyde de trifer Fe3O4 ;
- brun (rare).

De fort pouvoir siccatif, ces pigments présentent parmi les plus hautes tenues à la lumière existant sur le marché. Il est comme pour les ocres ferriques naturelles, déconseillé de les utiliser en mélange ou superposition aux pigments de cadmium qu'ils altèrent chimiquement.
La couleur, la transparence et la capacité d’absorption peuvent présenter d'importantes variations dépendantes des méthodes d'obtention : ratio en oxyde anhydre (jaune) et hydraté (rouge), finesse des particules, présence d'impuretés, d'additifs et/ou de charges.

## Étymologie et origine
Les couleurs de Mars tirent vraisemblablement leur nom de la couleur apparente de la planète Mars. Les oxydes de fer naturels étant abondants, la production de pigments synthétique ne commença qu'au XVIIIe siècle. La première référence à une couleur de Mars remonte à 1780, avec un dépôt de brevet en Angleterre pour un jaune safran de Mars ; cependant, la fabrication de ces ocres synthétiques, et la généralisation de la désignation « de Mars » semblent être d'origine française (Petit, Roire et Valot 2005).